# Saleta Castro
(María) Saleta Castro Nogueira (* 3. November 1987 in Cuntis, Pontevedra, Spanien) ist eine spanische (galicische) Triathletin, Ironman-Siegerin (2017) und sowohl U23-Triathlon-Meisterin (olympische Distanz) als auch Langdistanz-Elite-Meisterin des Jahres 2010. Castro wird in der Bestenliste spanischer Triathletinnen auf der Ironman-Distanz geführt.

## Werdegang
Saleta Castro hatte eine Sportschule in Vilagarcía de Arousa, das Liceo Casino, abgeschlossen und studiert an der Universidade de Vigo. Ihren allerersten ETU-Wettkampf bestritt sie am 20. Juli 2003 im ungarischen Győr, wo sie beim Jugend-Team-Wettbewerb den fünften Platz für Spanien errang.
Obwohl Saleta Castro 2009 nur an drei der zehn spanischen Cup-Bewerbe teilgenommen hatte, konnte sie sich den 16. Platz im spanischen Elite-Ranking sichern. Bei der galicischen Meisterschaft 2009 gewann sie die Silbermedaille in der U23- und die Bronzemedaille in der Elite-Kategorie.

### Nationale Meisterin Triathlon Langdistanz 2010
2010 war Saleta Castro auf Platz drei im spanischen Elite-Ranking aufgestiegen und wurde galicische Elite-Triathlonmeisterin.
Seit 2011 bestreitet Saleta Castro vorwiegend Langdistanz-Bewerbe.
Saleta Castro vertritt in Spanien den galicischen Club Cidade de Lugo Fluvial und ist Mitglied der spanischen Duathlon- und Triathlon-Nationalmannschaft.

### Ironman-Siegerin 2017
Im August 2017 gewann die damals 29-Jährige mit neuem Streckenrekord den Ironman Maastricht-Limburg.
Auf Lanzarote beim Ironman Lanzarote belegte sie im Mai 2018 den fünften Platz.
Im Mai 2021 wurde die 33-Jährige in Mexiko Fünfte bei der Challenge Cancun.
Im September belegte sie als beste Spanierin bei der Weltmeisterschaft auf der Triathlon-Langdistanz in Almere (Niederlande) den achten Platz.

## Sportliche Erfolge

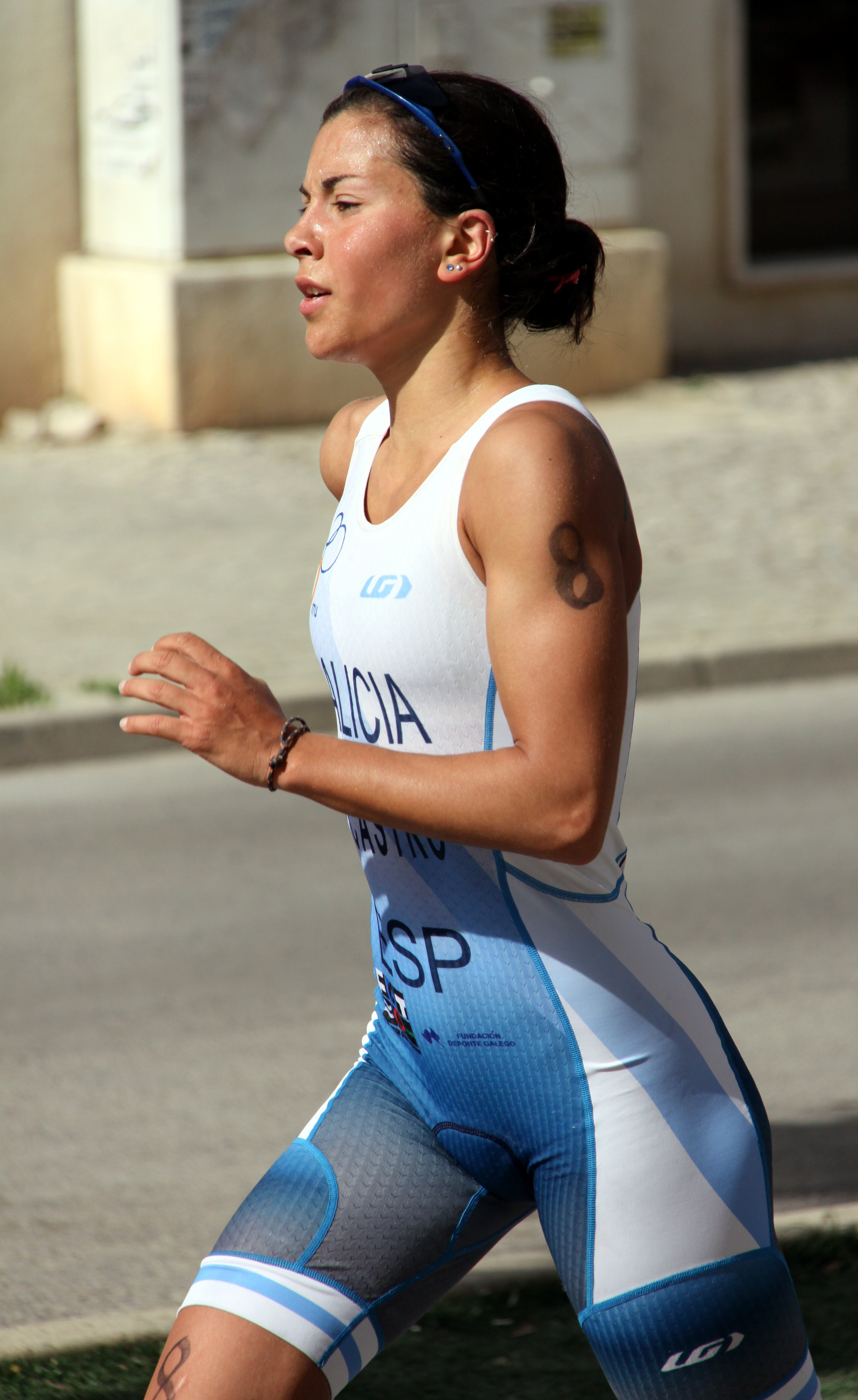
Saleta Castro beim Europa-Cup in Quarteira, 2010

| Datum/Jahr    | Platz | Wettbewerb                                                      | Austragungsort         | Zeit     | Bemerkung                                          |
| ------------- | ----- | --------------------------------------------------------------- | ---------------------- | -------- | -------------------------------------------------- |
| 2. Mai 2021   | 5     | Challenge Cancun                                                | Cancun                 | 04:45:43 |                                                    |
| 19. Sep. 2015 | 3     | Ironman 70.3 Lanzarote                                          | La Santa               | 04:55:05 |                                                    |
| 8. März 2015  | 2     | Half Tri de Santa Cruz                                          | Santa Cruz de Tenerife | 04:20:04 | hinter Corinne Abraham                             |
| 14. Juni 2014 | 3     | Triatlón de Zarautz                                             | Zarautz                | 04:53:52 | 2,9 km Schwimmen, 81 km Radfahren und 20 km Laufen |
| 28. Apr. 2014 | 1     | Triatlón Olímpico internacional El Volcano                      | La Santa               | 02:20:19 | [ 7 ]                                              |
| 23. Sep. 2012 | 1     | TriStar 111                                                     | Madrid                 | 04:16:29 | 1 km Schwimmen, 100 km Radfahren und 10 km Laufen  |
| 23. Sep. 2012 | 1     | Triatlón de Elche Arenales 113                                  | Elche                  | 04:38:31 | 1,9 km Schwimmen, 88 km Radfahren und 21 km Laufen |
| 20. Juni 2009 | 16    | ETU Short Distance Triathlon European Championship U23          | Tarzo Revine           |          |                                                    |
| 6. Sep. 2008  | 24    | ETU Short Distance Triathlon European Championship U23          | Pulpì                  |          |                                                    |
| 21. Juli 2007 | 22    | ETU Short Distance Triathlon European Championship U23          | Kuopio                 |          | Triathlon-Europameisterschaft U23                  |
| 23. Juni 2006 | 27    | ETU Short Distance Triathlon European Championship Junior Women | Autun                  | 01:11:46 | Europameisterschaft Jugend                         |

| Datum/Jahr    | Platz | Wettbewerb                                      | Austragungsort    | Zeit     | Bemerkung                                                             |
| ------------- | ----- | ----------------------------------------------- | ----------------- | -------- | --------------------------------------------------------------------- |
| 12. Sep. 2021 | 8     | ITU Long Distance Triathlon World Championships | Almere            | 09:12:44 | beste Spanierin bei der Weltmeisterschaft Triathlon Langdistanz       |
| 26. Mai 2018  | 5     | Ironman Lanzarote                               | Puerto del Carmen | 10:04:26 |                                                                       |
| 11. Nov. 2017 | 4     | Ironman Malaysia                                | Langkawi          | 09:38:35 |                                                                       |
| 6. Aug. 2017  | 1     | Ironman Maastricht-Limburg                      | Maastricht        | 09:37:17 | neuer Streckenrekord und persönliche Bestzeit auf der Ironman-Distanz |
| 31. Juli 2016 | 2     | Ironman Maastricht-Limburg                      | Maastricht        | 09:51:07 | 3:04:48 h für den Marathon                                            |
| 23. Mai 2015  | 7     | Ironman Lanzarote                               | Puerto del Carmen | 10:52:23 |                                                                       |
| 17. Mai 2014  | 5     | Ironman Lanzarote                               | Puerto del Carmen | 10:12:35 |                                                                       |
| 30. März 2014 | 12    | Ironman Los Cabos                               | Los Cabos         | 10:21:04 |                                                                       |
| 18. Mai 2013  | 3     | Ironman Lanzarote                               | Puerto del Carmen | 10:14:27 | hinter Kristin Möller und Heleen bij de Vaate                         |
| 8. Sep. 2013  | 5     | Ironman Wisconsin                               | Madison           | 10:04:51 |                                                                       |
| 19. Mai 2012  | 7     | Ironman Lanzarote                               | Puerto del Carmen | 10:39:34 |                                                                       |

| Datum/Jahr    | Rang | Wettbewerb                              | Austragungsort | Zeit     | Bemerkung                                                                                    |
| ------------- | ---- | --------------------------------------- | -------------- | -------- | -------------------------------------------------------------------------------------------- |
| 31. Okt. 2021 | 15   | ITU Cross Triathlon World Championships | Extremadura    | 01:53:14 |                                                                                              |
| 30. Apr. 2011 | 18   | ITU Cross Triathlon World Championships | Extremadura    |          | Weltmeisterschaft Cross-Triathlon (1 km Schwimmen, 20 km Mountainbiken und 6 km Geländelauf) |